# Emerson (Iowa)
Emerson és una població dels Estats Units a l'estat d'Iowa. Segons el cens del 2000 tenia 480 habitants.

## Demografia
Segons el cens del 2000, Emerson tenia 480 habitants, 195 habitatges, i 133 famílies. La densitat de població era de 741,3 habitants/km².
Dels 195 habitatges en un 31,3% hi vivien nens de menys de 18 anys, en un 59,5% hi vivien parelles casades, en un 7,7% dones solteres, i en un 31,3% no eren unitats familiars. En el 29,2% dels habitatges hi vivien persones soles el 16,9% de les quals corresponia a persones de 65 anys o més que vivien soles. El nombre mitjà de persones vivint en cada habitatge era de 2,46 i el nombre mitjà de persones que vivien en cada família era de 3,03.
Per edats la població es repartia de la següent manera: un 26% tenia menys de 18 anys, un 4,6% entre 18 i 24, un 27,7% entre 25 i 44, un 25,8% de 45 a 60 i un 15,8% 65 anys o més.
L'edat mediana era de 38 anys. Per cada 100 dones de 18 o més anys hi havia 86,8 homes.
La renda mediana per habitatge era de 31.583 $ i la renda mediana per família de 36.406 $. Els homes tenien una renda mediana de 29.167 $ mentre que les dones 21.250 $. La renda per capita de la població era de 15.807 $. Entorn del 7,3% de les famílies i l'11,2% de la població estaven per davall del llindar de pobresa.

## Poblacions més properes
El següent diagrama mostra les poblacions més properes.